# Enzo Fasano
Pour les articles homonymes, voir Fasano (homonymie).
Vincenzo Fasano, connu sous le diminutif Enzo Fasano, né le 2 septembre 1951 à Salerne (Campanie) et mort le 23 janvier 2022 dans la même ville, est un homme politique italien, député de 2001 à 2006 et à nouveau de 2018 à 2022 et sénateur de 2008 à 2018.

## Biographie
Après avoir obtenu une licence de philosophie, Enzo Fasano devient professeur de philosophie, discipline qu'il enseigne comme professeur de collège.
Ancien membre du MSI, Enzo Fasano est élu conseiller sur les listes de l'Alliance nationale, dans la province de Salerne, aux élections régionales en Campanie en 1995. Également candidat pour les élections régionales de 2000 .
Lors des élections générales du 13 mai 2001, il est élu député dans la circonscription uninominale de Battipaglia avec la coalition de la Maison des libertés, alliance électorale, dirigée par Silvio Berlusconi, qui réunit des partis et mouvements politiques de centre droit de 2000 à 2007.
Lors des élections générales de 2006, il figure sur la liste de l'Alliance nationale pour l'élection au Sénat dans la région Campanie, mais il n'est pas élu, terminant à la deuxième place des candidats non élus.
Enzo Fasano revient au Parlement lors des élections générales de 2008 lorsqu'il est élu sénateur, sur la liste du Peuple de la liberté, dans la circonscription de Campanie. Il est réélu lors des élections générales de 2013.
Le 16 novembre 2013, à la suite de la dissolution du Peuple de la liberté décidée par Silvio Berlusconi, il rejoint Forza Italia.
Lors des élections générales de 2018, il revient à la Chambre des députés, élu sur les listes de Forza Italia, dans la deuxième circonscription de Campanie (it).
Enzo Fasano meurt au cours de son mandat, le 23 janvier 2022 à Salerne à l'âge de 70 ans, quelques heures après le premier tour de scrutin pour l'élection du président de la République, des suites d'un cancer.